# Chaitophorus saliapterus
Chaitophorus saliapterus är en insektsart. Chaitophorus saliapterus ingår i släktet Chaitophorus och familjen långrörsbladlöss.

## Underarter
Arten delas in i följande underarter:
- C. s. saliapterus
- C. s. quinquemaculatus